# Euchirini
Euchirini Hope, 1840 è una piccola tribù di coleotteri scarabeidi, diffusa soprattutto in Asia orientale. Alcuni autori li considerano come una sottofamiglia indipendente degli Scarabaeidae, chiamata Euchirinae.

## Morfologia

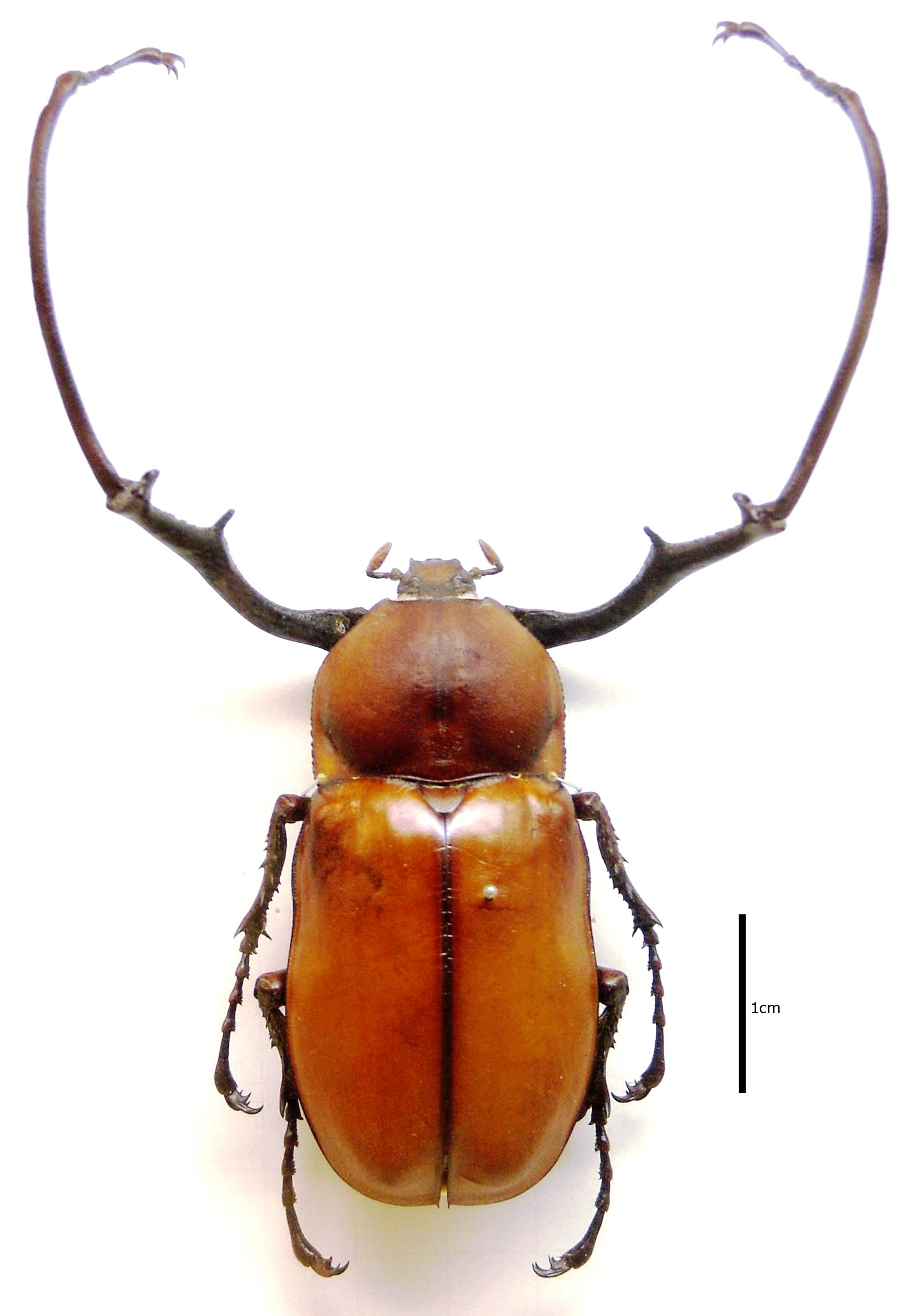
Euchirus longimanus (Linnaeus, 1758) ♂

Gli euchirini sono caratterizzati da testa piuttosto piccola e priva di appendici cefaliche, protorace grande, di forma arrotondata, ed elitre lisce, simili a quelle dei dinastini. La loro caratteristica più saliente sono le zampe anteriori che nei maschi sono enormemente sviluppate e spesso internamente dentate, da cui il nome della tribù (dal greco antico eu = buona, bella cheiron = mano).

## Biologia

### Adulto
Gli adulti sono soprattutto forestali e vivono sugli alberi, talvolta anche su palme coltivate, dove si nutrono della linfa zuccherina che sgorga dalle ferite della pianta. Come i dinastini, sono piuttosto lenti e possono venire catturati facilmente.

### Larva
La larva, di tipo melolontiforme, si nutre di legno marcio.